# Wzorzec umowy
Wzorzec umowy (również wzorzec umowny) – zbiór jednostronnie ustalonych, z góry przygotowanych klauzul umownych przedstawianych drugiej stronie w celu zawarcia umowy. Wzorce umowne występują pod różnymi nazwami: ogólne warunki umów, regulaminy, wzory umów, umowy typowe, taryfy, formularze umów. W literaturze, ustawodawstwie i orzecznictwie zachodnioeuropejskim najczęściej używa się określenia „ogólne warunki umów” (niem. allgemeine Geschäftsbedienungen, ang. Standard form contract, fr. Conditions générales du contrat, wł. Condizioni generali di contratto). Instytucję tę w polskim systemie prawnym regulują art. 384–385 oraz art. 3854 Kodeksu cywilnego.
Wzorca umowy (regulaminu) nie należy mylić ze wzorem umowy sensu stricto (formularzem umowy). Wzorzec jest zbiorem postanowień mającym stanowić treść zawiązywanego stosunku prawnego. Jego redakcyjna forma przypomina akt normatywny. Wzór umowy jest to natomiast wcześniej przygotowana przez jedną ze stron treść umowy z pozostawieniem pustych miejsc dla skonkretyzowania istotnych elementów umowy.
Przykładami wzorców umowy są regulaminy kredytów i lokat bankowych, regulamin sklepu internetowego, taryfy energetyczne, taryfy wodne itd.

## Znaczenie wzorców w gospodarce
Wzorce umów są ważnym elementem nowoczesnego obrotu gospodarczego. Nie tylko przyspieszają procedurę zawierania umów, lecz także ułatwiają racjonalizację prowadzenia wielkich przedsiębiorstw, a w tym samym pozwalają na obniżenie ich kosztów własnych, planowanie działalności na dłuższy czas, kalkulację ryzyka i skuteczniejszą kontrolę wewnętrzną. W związku z pojawieniem się nowych typów umów w obrocie prawnym wzorce sprzyjają również ujednoliceniu ich treści, a przez to zwiększają poczucie pewności prawa. Podstawową funkcją wzorców jest standaryzacja stosunków prawnych w obrocie masowym przez ustalenie typowej treści umów zawieranych w tym obrocie. Może dotyczyć to odpowiednio trybu zawierania i wykonywania umów.
Stosowanie wzorców przez przedsiębiorców wiąże się z zagrożeniem interesów konsumentów, gdyż przedsiębiorca, zajmując faktycznie silniejszą pozycję, może narzucić poprzez wzorce korzystne dla siebie, a krzywdzące drugą stronę postanowienia. Większość umów zawieranych przy pomocy wzorców to umowy adhezyjne mające charakter konsumencki. Wiąże się z tym zagrożenie dominacji silniejszych ekonomicznie podmiotów nad słabszymi.

## Wzorzec umowy w prawie polskim

### Charakter prawny
Wzorzec umowy jest kwalifikowanym oświadczeniem woli o szczególnym reżimie prawnym. Oświadczenie to, po spełnieniu przesłanek tego reżimu, kształtuje automatycznie, poza porozumieniem stron, treść stosunku cywilnoprawnego wynikającego z umowy, na wzór elementów wymienionych w art. 56 k.c., czyli ustawy, zwyczaju i zasad współżycia społecznego. Zakres ingerencji wzorca w treść danego stosunku prawnego jest szerszy względem umowy, gdyż postanowienia takich aktów, wykraczając poza samą treść umowy stanowiącej podstawę tego stosunku, określają m.in. różne możliwe typy umów do zawarcia lub różne tryby zawarcia tej umowy. W końcu wzorzec umowy nie może być umową ani jej częścią, gdyż związanie nim nie wymaga zgody kontrahenta. Ustalany jest przez jedną ze stron i z tego choćby powodu nie może być kwalifikowany czy utożsamiany z umową, która jest konsensusem obu stron. O jurydycznej odrębności wzorca umowy od umowy świadczy najlepiej norma art. 385 k.c., przyznająca pierwszeństwo treści umowy w przypadku jej niezgodności z postanowieniami wzorca umowy.
Spełnienie się ustawowych przesłanek związania adresata wzorca umowy jego treścią nie nadaje temu wzorcowi charakteru umowy. Umowa zawarta między stroną będącą twórcą wzorca umowy i jej kontrahentem – adresatem wzorca, jest odrębną czynnością prawną tworzącą węzeł obligacyjny. Jednak treść tego stosunku obligacyjnego wówczas wyznaczają nie tylko postanowienia umowy zawartej między stronami, lecz również postanowienia wzorca umowy ustalonego przez jedną ze stron, o ile została spełniona przesłanka związania drugiej strony umowy tym wzorcem.
Szczególne upoważnienia ustawowe nie są konieczne do wydawania wzorców, ponieważ kompetencja do ich wydawania oparta jest na ogólnej zasadzie swobody umów i może je wydawać każdy kontrahent bez szczególnej normy kompetencyjnej. Mimo to pole takiej ingerencji jest dość ograniczone, szczególnie regulacjami chroniącymi interesy konsumentów. Te mają bowiem nie tylko charakter bezwzględnie obowiązujący, lecz również odpowiadają zasadom przyjętym w Konstytucji RP (art. 78) oraz w prawie Unii Europejskiej.

### Związanie kontrahenta wzorcem
Druga strona stosunku prawnego związana jest wzorcem, jeżeli został jej doręczony przed zawarciem umowy. Doręczenie wzorca jest najpewniejszym i najwygodniejszym sposobem poinformowania drugiej strony o wzorcu. Z tego względu uznany został przez ustawodawcą za podstawowy, zastrzegając jednocześnie, że doręczenie musi nastąpić przed zawarciem umowy – w każdym razie z takim wyprzedzeniem, aby adresat miał możliwość zapoznania się z treścią wzorca, zanim złoży oświadczenie woli. Jeżeli przepis szczególny nie stanowi inaczej, wzorzec umowny powinien zostać doręczony drugiej stronie w całości.
Poza doręczeniem ustawa przewiduje również inne sposoby informowania kontrahenta o wzorcu, gdy są one dla strony stosującej wzorzec łatwiejsze do zastosowania. W przypadku kiedy posługiwanie się wzorcem w danego rodzaju stosunkach jest zwyczajowo przyjęte, by wzorzec był wiążący, wystarczy by druga strona mogła się z łatwością dowiedzieć o jego treści, bez konieczności jego doręczenia. Wówczas strona posługująca się wzorcem ma obowiązek stworzenia dostatecznej dostępności do treści wzorca. Powinna być ona dostosowana do rodzaju stosunku umownego i do rozmiaru wzorca np. wywieszenie regulaminu w lokalu przedsiębiorstwa, wyłożenie go do wglądu w łatwo dostępnym miejscu, publikacja w określonym dzienniku.
Jednakże jeżeli drugą stroną stosunku prawnego jest konsument, stosowanie tego ułatwionego sposobu informowania o treści wzorca jest ograniczone do umów powszechnie zawieranych w drobnych, bieżących sprawach życia codziennego. Chodzi zatem o takie umowy, jakie może zawierać małoletni bez zgody przedstawiciela ustawowego np. wywieszenie regulaminu w autobusie lub w tramwaju. W przypadku pozostałych umów konsumenckich konieczną przesłanką związania wzorcem jest jego doręczenie.
Kontrahenci posługują się coraz częściej wzorcami w postaci elektronicznej. Wówczas związanie wzorcem jest skuteczne, tylko gdy wzorzec został udostępniony drugiej stronie przed zawarciem umowy w taki sposób, aby mogła ten wzorzec przechowywać i odtwarzać w zwykłym toku czynności. Tym warunkom odpowiada m.in. przesłanie wzorca poczta elektroniczną lub płyty CD z zapisem wzorca. Natomiast trwałości nie zapewnia udostępnienie wzorca na stronie www.
Kwestią sporną jest, czy w przypadku świadczenia usług drogą elektroniczną wzorzec również powinien być przesłany, tak aby strona mogła go przechowywać i odtwarzać, czy wystarczy publikacja na stronie internetowej. Ustawa o świadczeniu usług droga elektroniczną stanowi, że usługodawca ma obowiązek przed zawarciem umowy nieodpłatnie udostępnić usługobiorcy regulamin, a także na jego żądanie zrobić to w taki sposób, który umożliwi usługobiorcy odtwarzanie i utrwalanie jego treści za pomocą systemu teleinformatycznego, jakim się posługuje. Mimo że przepis ten stanowi regulację szczególną w odniesieniu do przepisów Kodeksu cywilnego i ma pierwszeństwo w stosowaniu, wobec rozbieżności w doktrynie oraz braku w dalszym ciągu jednoznacznej praktyki stosowania nie można tego jednoznacznie stwierdzić. Wydaje się najsłuszniejszy pogląd, że w obrocie między przedsiębiorcami wystarczy umieszczenie wzorca na stronie www, a w przypadku zawierania umów konsumenckich, wobec których stosuje się szczególny reżim prawny, niezbędne jest przesłanie wzorca pocztą elektroniczną.
Jeśli wzorzec został wydany w trakcie trwania zobowiązania o charakterze ciągłym (np. stosunku rachunku bankowego, najmu czy dzierżawy), to wiąże druga stronę tylko, jeżeli zostaną zachowane wcześniej wymienione warunki, a druga strona nie wypowiedziała umowy w najbliższym terminie wypowiedzenia.

### Zasada przejrzystości (transparentności) wzorca
W myśl przepisów wzorzec powinien być jednoznaczny i zrozumiały. Zasadę tę należy odnosić się do wszystkich wzorców zarówno kierowanych do konsumentów, jak i do przedsiębiorców. Kiedy treść wzorca jest niezrozumiała, wzorzec nie wiąże drugiej strony umowy. Natomiast jeżeli wzorzec jest zrozumiały, ale z punku widzenia typowego jego adresata i przy użyciu ogólnych zasad wykładni nie da się stwierdzić jednoznacznie znaczenia postanowień wzorca, należy przyjąć znaczenie korzystniejsze dla adresata. Przepis jednoznacznie stanowi o wykładni wszelkich wątpliwości we wzorcu na korzyść konsumenta. W przypadku stosowania wzorców w innego rodzaju stosunkach innego rodzaju w myśl ogólnej zasady ryzyko nieścisłych wyrażeń ponosi ten, kto jednostronne bez udziału drugiej strony je sformułował (in dubio contra proferentem).

### Wzorzec a umowa
W razie sprzeczności postanowień wzorca z treścią umowy strony związane są umową. Ustawodawca wychodzi w ten sposób z założenia, że zgodnej woli stron należy się najwyższe uznanie na obszarze czynności prawnej. Wynika z tego zarazem, że sprzeczność treści wzorca z treścią umowy nie wywołuje jego nieważności. Umowa wywołuje skutki prawne zawarte w jej treści. Wzorzec zachowuje swoją ważność, lecz jest bezskuteczny względem stron w zakresie, w jakim jest wzorzec niezgodny z umową.

### Konflikt wzorców
Pojawia się w przypadku, gdy obie strony umowy są przedsiębiorcami i obie stosują różne wzorce przy zawieraniu umów danego rodzaju. W takiej sytuacji wiążą tylko te postanowienia wzorców, które nie są za sobą sprzeczne. Jednakże nie dochodzi do zawarcia umowy, gdy po otrzymaniu oferty oblat niezwłocznie zawiadomi oferenta, że nie zamierza zawrzeć umowy przy pomocy przedstawionego mu wzorca.